# آرثر ريد (طيار بطل)
آرثر ريد (بالإنجليزية: Arthur Reed)‏ هو طيار بطل جنوب أفريقي، ولد في 22 أغسطس 1898 في بريتوريا في جنوب أفريقيا، وتوفي في 29 يونيو 1937 في ديربان في جنوب أفريقيا.